# Rumuruti
Rumuruti är en ort i Kenya.   Den ligger i länet Laikipia, i den centrala delen av landet, 170 km norr om huvudstaden Nairobi. Rumuruti ligger 1 844 meter över havet och antalet invånare är 4 501.
Terrängen runt Rumuruti är en högslätt. Runt Rumuruti är det ganska glesbefolkat, med 43 invånare per kvadratkilometer. Det finns inga andra samhällen i närheten. Trakten runt Rumuruti består i huvudsak av gräsmarker.